# Зарандия, Леван Котатович
Леван Котатович Зарандия (1900 год, село Меркула, Сухумский округ, Кутаисская губерния, Российская империя — неизвестно, село Меркула, Абхазская АССР, Грузинская ССР) — звеньевой колхоза имени Берия Очемчирского района, Абхазская АССР, Грузинская ССР. Герой Социалистического Труда (1948).

## Биография
Родился в 1900 году в крестьянской семье в селе Меркула Сухумского округа.
После окончания местной школы трудился в сельском хозяйстве. Со второй половины 1940-х годов — звеньевой полеводческого звена в колхозе имени Берия (с 1950-х годов — колхоз «Меркула») Очемчирского района с усадьбой в селе Киндги.
В 1947 году звено под его руководством собрало в среднем с каждого гектара по 71,2 центнера кукурузы на участке площадью 3 гектара. Указом Президиума Верховного Совета СССР от 21 февраля 1948 года удостоен звания Героя Социалистического Труда за «получение высоких урожаев кукурузы и пшеницы в 1947 году» с вручением ордена Ленина и золотой медали «Серп и Молот» (№ 687).
Этим же Указом званием Героя Социалистического Труда были награждены председатель колхоза имени Берия Тарас Никифорович Кокоскерия, бригадир Рамшух Пуманович Миквабия, звеньевые Хухута Зосович Зарандия, Владимир Сатович Квеквескири, Гиджи Иванович Миквабия и Эстат Самсонович Миквабия.
За выдающиеся трудовые достижения по итогам работы в 1948 году награждён вторым орденом Ленина.
После выхода на пенсию проживал в родном селе Меркула. Дата смерти не установлена.
Награды
- Герой Социалистического Труда
- Орден Ленина — дважды (1948; 03.05.1949).